# Johann Christian Lüttich
Johann Christian Lüttich (* 25. Oktober 1688 in Braunschweig; † 4. Oktober 1769 in Heilbronn) war ein deutscher Baumeister.

## Leben
Zu den Besitzungen der Familie von Steinberg-Wispenstein gehörte unter anderem Delligsen, wo seit 1689 ein evangelischer Pastor Johann Heinrich Lüttich seit 1689 nachweisbar ist. Dieser war wohl sein Vater. Er absolvierte eine Ausbildung zum Festungsbaumeister wahrscheinlich am Hof von Braunschweig-Wolfenbüttel. 
1711 hatte er die Bauleitung beim Belvedere im Tiergarten von Schrattenhofen, das für den Fürst Albrecht Ernst II. von Oettingen-Oettingen gebaut wurde, und 1712 war er Baudirektor am Oettinger Hof der Herkunft der 2. Frau Carl Ludwigs. 
Im Jahr 1724 folgte der Bau des Alten Gymnasiums in Oettingen.
1719–23 entwarf Lüttich für Schloss Weikersheim als Orangerie ein zweiflügliges arkadenförmiges Bauwerk.
Außerdem entwarf er von 1720 bis 1723 die Pläne für Schloss Aufkirchen, einem weiteren Schloss von Albrecht Ernst II.
Ab 1729 plante er das Jagdschlosses Carlsberg in Weikersheim. 
Um 1730 war in wolfenbüttelschen Diensten und 1734 Hauptmann in habsburgischen Diensten. Um 1731 sollte er einen Kostenvoranschlag für die Reparatur der Festung Philippsburg erstellen, wobei er jedoch von Gerhard Cornelius von Walrave unterboten wurde.
1736/37 entwarf Lüttich die Weikersheimer Arkadenbauten (sie schufen einen idealen Bezug zwischen Schloss und Stadt). Zwischen 1740 und 1745 war er für den Weikersheimer Hof tätig. 
1743 war Lüttich Oberst in hannoverschen Diensten und Chef des Ingenieurcorps. 1754 wurde er zum Generalmajor befördert.